# Sultan 〜The Lovesong is Forever〜
『Sultan 〜The Lovesong is Forever〜』（スルタン ザ・ラブソング・イズ・フォーエバー）は、2002年7月26日にlightより発売されたアダルトゲーム。2002年11月18日にサクラムックより原画集が発売され、2007年10月25日にはBLACK RAINBOWよりDVDPG版も発売された。

## 概要
lightの第6作となる恋愛アドベンチャーゲーム。主要な制作スタッフには、キャラクターデザイン・原画にくすくす、企画・シナリオにNYAONが参加している。彼らは後に、lightの『Dear My Friend』やぱれっとの『もしも明日が晴れならば』・『さくらシュトラッセ』などでもコンビを組んでいる。
初回限定版には主題歌3曲（『虹色の軌跡』・『初氷』・『あの日の蜃気楼』）とセラクルカ・シーリーンのオリジナルボイスドラマが収録された特典ディスクが付属された。
また、タイトルの『Sultan』（スルタンまたはスルターン）とは、アラビア語で「権力」などを意味するイスラム世界の君主の称号のことである。

## あらすじ
昔むかしのお話です――。かつて武力で国を栄えた大きな王国があり、砂漠の真ん中にはひとつの都がありました。大きな国を治める王様は世界最強の権力をもって国を豊かにし、誰からも愛されていました。
そんな王国の辺境にある小さな村に一人の青年が暮らしていました。青年は両親を亡くしてしまいましたが、おせっかい焼きの幼馴染や、残されたたった一人の肉親である弟とともに、平凡だけども幸せな生活を送っていました。
そんなある日、突如として静かな日常が奪われてしまいます。村に王国の兵隊を連れて宰相閣下が現れたのです。なんとその宰相は兄弟に王族の血を引いていることを告げ、宮殿から迎えに来たというのです。どうやら母親が王様の一人娘だったということらしいのです。状況もよくわからないまま、自分の意思と関係なく宮殿へと連れていかれてしまった青年は気がつくと王位継承者にされてしまい、しかも大臣の娘と結婚までさせられてしまいます。
突然の新生活に戸惑いを感じていた青年も、優しく可愛らしい新妻の少女や宮殿に暮らす女の子に囲まれて暮らすうちに少しずつ愛着を感じていきます。しかし、青年には心残りに思っていることがありました。それは故郷に置いてきてしまった、あのおせっかい焼きの幼馴染の少女のこと。青年と少女は、幼い頃に将来を誓い合っていたのです。果たして、青年の運命はこれからどうなっていくのでしょうか。

## 登場人物

### メインキャラクター
レクス（Rex）
本作の主人公。
セラクルカ（Selaculca）
声：金田まひる
レクスの暮らす村で育った幼馴染で、村のパン屋の一人娘の少女。レクスとは将来を誓い合った恋人同士の関係である。おせっかい焼きで勝気な性格だが、レクスを追いかけて王宮のメイドになるなど行動的な一面を見せることも。
シーリーン（Celleane）
声：YUKI
大臣・ログマンの一人娘にして、レクスの新妻となる少女。政略結婚で妻になったにもかかわらず、嫌な素振りを見せずに尽くしてくれる。優しく誰からも好かれる性格。あまり体が丈夫でないため、少し運動するだけで寝込んでしまう。
ピアナ（Piana）
声：坂口亜梨子
弟のロッタの婚約者となる女の子。同盟国ティル・ハンのお姫様で人質としてルキア王国に貢がれた。泣き虫でおとなしい性格で、夜になると遠い祖国のことを思い砂漠を見つめている。レクスを本当の兄のように慕う。
フェレース（Feles）
声：西田こむぎ
宰相ファーブラが飼っているネコ耳少女。人間の言葉をしゃべるが、人間ではないらしい。本物のネコのように自由気ままにその辺をうろついたり昼寝したりしている。昔見世物小屋で捕らわれていたため、人間不信になっている。
ロッタ（Rotta）
声：かわしまりの
レクスの弟。傍から見れば女の子と見紛う程の可愛らしい容姿をしている。甘えん坊で泣き虫。

### サブキャラクター
アルテース（Artes）
声：歌織
宮殿のメイド。漫才メイドコンビのツッコミ担当でコロンとはいいコンビである。性格はいたって真面目。
コロン（Colon）
声：三重野亜未
宮殿のメイド。漫才メイドコンビのボケ担当でアルテースとはいいコンビである。イタズラ好きの元気少女。
テルティ（Terti）
声：桜坂かい
ルキア王国将軍シャーヒーンの姪にして近衛兵団の指揮官を勤める女性。レクスとロッタの警護担当。軟弱な男が大嫌いで、レクスに対しても厳しくあたる。
クーラ（Culla）
声：吉川華生
宮殿の看護婦。一見おっとりとした印象を受けるが、趣味でアヤシイ薬の調合をするなどある意味危険な人物。
オルハン2世（Orhan）
声：高岡政人
ルキア王国の王様。孫を溺愛している。
ファーブラ（Fabra）
声：坂本薫
ルキア王国の宰相。レクスに政治の指導を行う。
ログマン（Rogman）
声：Back麗男
財務大臣でシーリーンの父親。
シャーヒーン（Shaahiin）
声：東十条
王国の将軍でテルティの伯父に当たる人物。
セリム（Salim）
声：ルネッサンス山田
レクスの同郷の幼馴染。近衛兵団の士官。

## 制作スタッフ
- 原画・キャラクターデザイン：くすくす
- 企画・シナリオ：NYAON
- 音楽：かしわ丸

## 主題歌
「虹色の軌跡」
作詞：NYAON / 作曲・編曲：かしわ丸 / 歌：KAMIN
「初氷」
作詞：NYAON / 作曲・編曲：かしわ丸 / 歌：KAMIN
「あの日の蜃気楼」
作詞：NYAON / 作曲・編曲：かしわ丸 / 歌：KAMIN